# Homens da Luta
Homens da Luta is een Portugese folkgroep, gevormd rond de broers Vasco en Nuno Duarte.

## Biografie
De band probeerde deel te nemen aan Festival da Canção 2010, de Portugese voorronde voor het Eurovisiesongfestival. Het nummer Luta assim não dá nam deel aan de internetselectie, maar werd gediskwalificeerd wegens het niet respecteren van de regels van het festival. Het nummer zou te politiek geïnspireerd zijn.
Een jaar later probeerden ze het opnieuw en ditmaal met succes. De groep won Festival da Canção 2011 met het nummer A luta é alegria. Dus mocht de groep Portugal vertegenwoordigen op het Eurovisiesongfestival 2011 in Düsseldorf, Duitsland. De finale werd echter niet gehaald: de groep strandde in de halve finale op de 18e plaats met 22 punten.
Het nummer A luta é alegria werd in het voorjaar van 2011 ook gebruikt als protestlied tegen de grote besparingen die de Portugese regering wilde doorvoeren om de schuldenberg te verkleinen.
1964: António Calvário · 
1965: Simone de Oliveira · 
1966: Madalena Iglésias · 
1967: Eduardo Nascimento · 
1968: Carlos Mendes · 
1969: Simone de Oliveira · 
1971: Tonicha · 
1972: Carlos Mendes · 
1973: Fernando Tordo · 
1974: Paulo de Carvalho · 
1975: Duarte Mendes · 
1976: Carlos do Carmo · 
1977: Os Amigos · 
1978: Gemini · 
1979: Manuela Bravo · 
1980: José Cid · 
1981: Carlos Paião · 
1982: Doce · 
1983: Armando Gama · 
1984: Maria Guinot · 
1985: Adelaide Ferreira · 
1986: Dora · 
1987: Nevada · 
1988: Dora · 
1989: Da Vinci · 
1990: Nucha · 
1991: Dulce Pontes · 
1992: Dina · 
1993: Anabela · 
1994: Sara Tavares · 
1995: Tó Cruz · 
1996: Lúcia Moniz · 
1997: Célia Lawson · 
1998: Alma Lusa · 
1999: Rui Bandeira · 
2001: MTM · 
2003: Rita Guerra · 
2004: Sofia Vitória · 
2005: 2B · 
2006: Nonstop · 
2007: Sabrina · 
2008: Vânia Fernandes · 
2009: Flor-de-Lis · 
2010: Filipa Azevedo · 
2011: Homens da Luta · 
2012: Filipa Sousa · 
2014: Suzy · 
2015: Leonor Andrade · 
2017: Salvador Sobral · 
2018: Cláudia Pascoal · 
2019: Conan Osíris · 
2021: The Black Mamba · 
2022: Maro · 
2023: Mimicat · 
2024: Iolanda · 
2025: Napa